# Биченко Дмитро Сидорович
Биченко Дмитро Сидорович (1925-2016) — комбайнер колгоспу імені Кірова
Криничанського району Дніпропетровської області Української РСР.

## Біографія
Народився 22 жовтня 1925 року в селі Маломихайлівка (нині Криничанський район Дніпропетровська область Україна) в селянській родині. Українець.
У 1941–1943 роках проживав на окупованій території. Після звільнення був призваний в Червону Армію. Брав участь у визволенні України, Молдови, Угорщини, Румунії, Югославії. Був телефоністом взводу зв'язку 3-го стрілецького батальйону 177-го стрілецького полку 236-ї стрілецької дивізії. Був двічі поранений, після другого поранення до початку 1946 року проходив лікування в госпіталі в Грузії.
У 1946 році був демобілізований і повернувся в рідне село. Закінчив Покровську школу механізації сільського господарства нині — Вище професійне училище № 75 (Олександрівка), отримавши спеціальність механізатора. Поступив на роботу в колгосп «Молодий комунар», а після укрупнення господарств став працювати в колгоспі імені Кірова. Освоїв всі марки комбайнів — від РСМ-6 до СК-5 «Нива». У шістдесяті роки довів намолот зерна до 10 тисяч тонн на комбайн. У 1961 році посів перше, а в 1965 — друге місце в соціалістичному змаганні комбайнерів України.
Указом Президії Верховної Ради від 23 червня 1966 року за успіхи, досягнуті в збільшенні виробництва і заготівель пшениці, жита, гречки, проса, рису, кукурудзи та інших зернових і кормових культур, Биченко Дмитру Сидоровичу присвоєно звання Герой Соціалістичної Праці з врученням орден Леніна і золотої медалі Серп і молот. Продовжував працювати комбайнером до 1994 року.
Обирався депутатом обласної ради чотирьох скликань, делегатом з'їзду колгоспників УРСР.
Надалі — на пенсії. Проживав в селі Маломихайлівка. Помер 12 липня 2016 року.

## Нагороди
- Орден Леніна, 23 червня 1996
- Орден Жовтневої Революції, 8 квітня 1971
- Орден Вітчизняної війни, 11 березня 1985
- Орден Трудового Червоного Прапора, 24 грудня 1976
- українським орденом «За мужність» 3-го ступеня, медалями, в тому числі «За бойові заслуги», «За визволення Белграда», 4 золотими і 3 срібними медалями ВДНГ СРСР.